# Anotodonta bivittata
Anotodonta bivittata är en fjärilsart som beskrevs av Embrik Strand 1912. Anotodonta bivittata ingår i släktet Anotodonta och familjen tandspinnare. Inga underarter finns listade i Catalogue of Life.